# Parvilacerta fraasii
Espèce
Synonymes
- Lacerta fraasii Lehrs, 1910

Statut de conservation UICN

 EN B1ab(iii) : En danger
Parvilacerta fraasii est une espèce de sauriens de la famille des Lacertidae.

## Répartition
Cette espèce est endémique des montagnes du Liban Elle se rencontre jusqu'à 2 550 m d'altitude.

## Description
C'est un lézard terrestre, ovipare, qui pond de trois à quatre œufs à la fois.
Il vit dans les zones montagneuses avec peu de végétation, zones sèches en été et recouvertes de neige en hiver,.

## Étymologie
Cette espèce est nommée en l'honneur d'Eberhard Fraas (1862–1915).

## Publication originale
- Lehrs, 1910 : Über eine Lacerta aus dem hohen Libanon (L. fraasi n. sp.) und andere Montanformen unter den Eidechsen. Festschrift für Richard Hertwig, Fischer, Jena, vol. 2, p. 225—238.